# Giuseppe Valitutti
Il maggiore Giuseppe Valitutti (Paola, 10 febbraio 1826 – Paola, 24 settembre 1891) è stato un militare e politico italiano.

## Biografia
Figlio di Antonio Valitutti e di Giulia Baratta, appartenne ad una famiglia di grandi proprietari terrieri che molto soffrirono per il bene della patria. Oltre al padre, anche lo zio Giovanni Cerchiara, il prozio Vincenzo Valitutti ed il cugino cav. Nicola Desiato Itria ricoprirono la carica di sindaco di Paola. Il nonno paterno, Francesco Valitutti, fu un magistrato mentre il nonno materno, Giuseppe Baratta, fu sindaco della città di Castrovillari. Lo zio Muzio Pace fu eletto deputato nel 1848 ed anche i suoi cugini Giuseppe e Vincenzo Pace sedettero il parlamento, il primo alla camera ed il secondo sia alla camera sia al senato
Prese parte ai moti del 1848 durante i quali si distinse per ardimento e coraggio ma non fu arrestato perché colpito da requisitoria in quanto altri 4 membri della sua famiglia dovettero subire lunghi anni di prigionia per lo stesso motivo.
Nel 1859 fu a capo del comitato rivoluzionario del circondario di Paola, dove fu proclamato il governo provvisorio 3 giorni prima che lo fosse a Cosenza e mentre ancora vi stanziavano le truppe borboniche.
Divenne presidente anche di questo governo provvisorio e fu il primo in Calabria a proclamare la caduta dei Borbone.
Per volontà del ministro Conforti, promosse e compì il plebiscito nel suo circondario, venendo appositamente da Napoli, dove si trovava per motivi politici, rifiutando ogni mezzo che gli era stato offerto.
Fu nominato maggiore della guardia nazionale di Paola con decreto del 9 luglio 1861, riconfermato nel 1866. Era comandante della compagnia civica il fratello Francesco Valitutti.
Non poté prendere parte all'azione dei garibaldini, ma li aiutò sensibilmente nel loro passaggio da Paola. Infatti ospitò nel suo palazzo gli ufficiali mentre la truppa dormì nel teatrino di sua proprietà, dove furono incendiate tutte le sedie per scaldare i patrioti.
Fu eletto consigliere provinciale nel 1861, riconfermato sempre per ben 20 anni. Oltre al ruolo di consigliere occupò anche quello di deputato provinciale e fu anche il primo presidente del consiglio provinciale di Calabria Citra.
Fu eletto deputato per la VIII, IX e X legislatura. Non tradì mai le sue idee progressiste supportando sempre l'estrema sinistra. Fin dal 1880 avrebbe potuto essere Senatore del Regno, ma non ambì mai a tale alta carica, perché preferì restare saldo nei suoi principi.
Nel 1869, insieme ad altri 57 deputati, aderì all'anticoncilio di Napoli. Tra gli altri deputati calabresi che aderirono ci furono Benedetto Musolino, Luigi Miceli e Davide Andreotti
Ricoprì anche molte altre cariche tra le quali quelle di presidente della commissione d'inchiesta circondariale sulle opere pie e quella di sindaco per 17 anni.
Nel 1881 dovette rinunciare sia allo scranno di consigliere provinciale sia a quello di consigliere comunale per l'ineligibilità dovuta all'essere contabile del comune di Paola. Infatti durante il suo mandato da sindaco aveva chiesto un prestito a nome del comune e nel 1880, quando cessò il suo incarico, il prestito non risultava estinto. Su tale vicenda scrisse un libretto pubblicato dalli tipografia Migliaccio nel 1883.

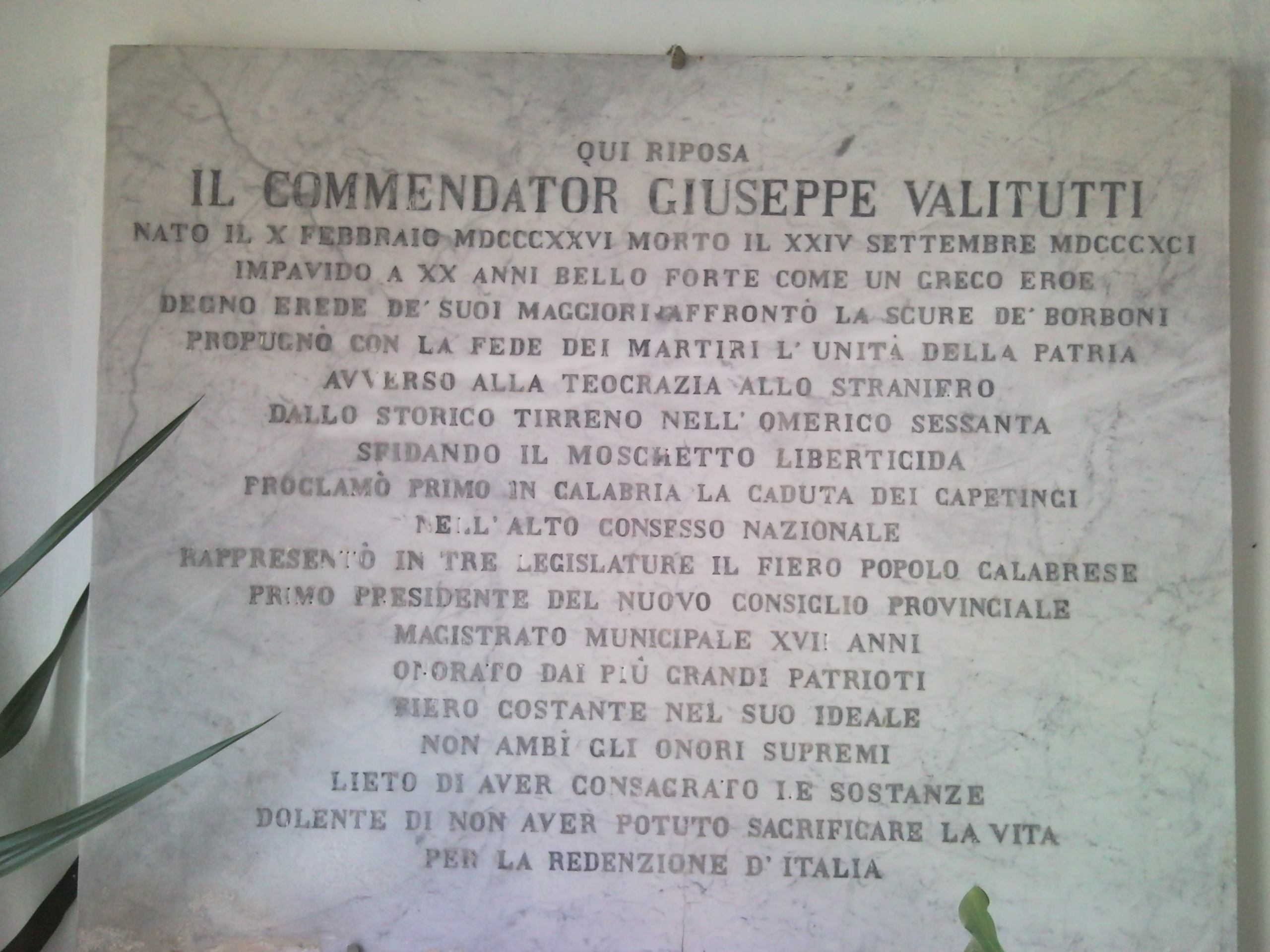
Lapide di Giuseppe Valitutti al cimitero di Paola

Fu un uomo sempre molto legato alla religione. Devoto a San Francesco di Paola donò al santuario dedicato al santo la medaglia che ricevette per il suo incarico parlamentare.
Con decreto 11 agosto 1863 fu nominato cavaliere dei SS. Maurizio e Lazzaro e fu tra i primi quattro a ricevere tale onorificenza nella provincia di Cosenza.
Ricevette anche le croce di cavaliere ufficiale e, nel 1883, di commendatore della corona d'Italia.

## Discendenti
Tra i suoi numerosi discendenti si ricordano:
- il Comm. Pasquale Valitutti (2 gennaio 1852-12 ottobre 1916), primo sindaco elettivo del comune di Paola e fondatore del Comitato di Assistenza Civile, suo figlio;
- il Gen. Cavaliere Ufficiale Vincenzo Valitutti (2 gennaio 1860-?), suo figlio;
- il Notaio Avv. Comm. Antonio Valitutti(10 gennaio 1865-2 dicembre 1941), suo figlio;
- il Cav. Nicola Valitutti (4 marzo 1867-13 febbraio 1950), pro-Sindaco di Paola, suo figlio;
- il Marchese Avv. Francesco Miceli Picardi, Deputato prima del fascismo e Senatore della Repubblica Italiana;
- il Podestà Comm. Domenico Miceli Picardi;
- il Gen.del Genio Militare Umberto Valitutti (22 agosto 1893-17 aprile 1984), figlio del Gen. Vincenzo;
- il Sottotenente Mario Valitutti (8 aprile 1897-26 ottobre 1918) deceduto a 21 anni in azioni belliche nella prima guerra mondiale, figlio di Nicola;
- il Maresciallo Maggiore dell'Aeronautica Militare Giuseppe Valitutti (30 maggio 1908-31 ottobre 1971) con due Medaglie di Bronzo e Tre Croci al Valore militare e altre onorificenze per aver partecipato nella seconda guerra mondiale in cielo e terra di Spagna, Inghilterra, Paesi Bassi ed Africa ad azioni belliche, figlio di Nicola;
- il Cav. Francesco Valitutti(16 febbraio 1923-2010) Vice Sindaco di Paola, Presidente Comitato gestione ASL nº 10. Dirigente della Democrazia Cristiana, figlio di Nicola;
- il Marchese Cavaliere di Gran Croce Giovanni Miceli Picardi, figlio di Domenico;
- Cesare Miceli Picardi, figlio di Francesco;
- il Cavaliere Ufficiale Gen. Umberto Maione;
- la Dama Ufficiale Natalia Restuccia, Prima donna a ricoprire il ruolo di Primo Dirigente del Corpo nazionale dei Vigili del Fuoco